# Stresemannstraße 8 (Quedlinburg)

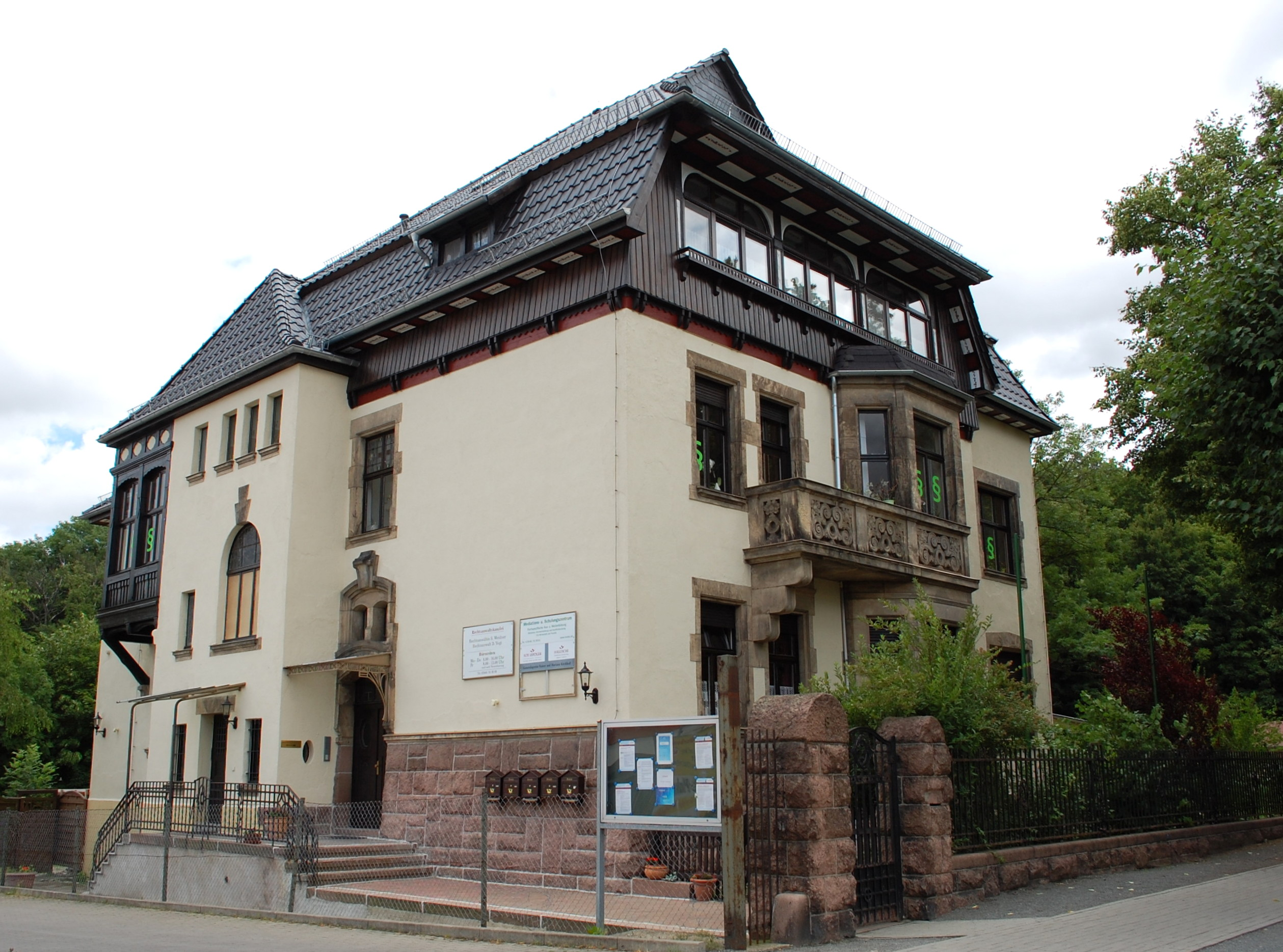
Haus Stresemannstraße 8

Das Haus Stresemannstraße 8 ist ein denkmalgeschütztes Wohnhaus in der Stadt Quedlinburg in Sachsen-Anhalt.

## Lage
Die Villa befindet sich südlich der historischen Altstadt Quedlinburgs. Sie ist im Quedlinburger Denkmalverzeichnis eingetragen.

## Architektur und Geschichte
Das Bauwerk entstand in der Zeit um 1905 in einer historisierenden Gestaltung, die sich vor allem am Balkon und polygonen Erker zeigt. Die Form des Daches und die Grundstückseinfriedung zeigen Elemente des Jugendstils.
Der Garten des Hauses verfügt über einen alten Baumbestand.